# Sup de fric
Pour plus de détails, voir Fiche technique et Distribution.
Sup de fric est un film français réalisé par Christian Gion, sorti en 1992.

## Synopsis
Deux étudiants d'une prestigieuse école de commerce (IFM) conçoivent le projet déraisonnable de racheter leur propre école. Les anciens ennemis devenus inséparables rivaliseront de malice et d'artifices pour parvenir à leur fin.

## Fiche technique
- Titre : Sup de fric
- Réalisation, Production et scénario : Christian Gion
- Photographie : Bernard Joliot et Michel Thiriet
- Montage : Hélène Plemiannikov
- Musique : Graham de Wilde
- Son : Bernard Rochut et Jean Casanova
- Costumes : Olga Pelletier
- Sociétés de production : Lapaca Productions, TF1 Films Production, Prodève et M6 Films
- Distribution : AMLF
- Pays d'origine :  France
- Langue : français
- Durée : 90 minutes
- Dates de sortie : 
  -  France : 22 juillet 1992

## Distribution
- Jean Poiret : Cyril Dujardin
- Anthony Delon : François Cardeau
- Cris Campion : Victor Dargelas
- Valérie Mairesse : Isabelle
- Laurence Ashley : Ursula
- Roland Giraud : Jimmy Leroy
- Renée Saint-Cyr : Madame de Valmy
- Jack Alexandre Olivier : L'ancien élève #1
- Fabrice Roux : L'ancien élève #2
- Capi Stoll : L'ancien élève #3
- André Nader : Le maire
- André Dupon : Balonchard
- Bernard Musson : Le majordome
- Roschdy Zem : Un expert informatique
- Frédéric Berthelot : Un expert informatique
- Christian Gion : Patrick Delhalle

## Autour du film
- Dernier rôle de Jean Poiret décédé avant la sortie du film.
- Troisième rôle au cinéma pour Roschdy Zem.